# Dolly (singolo)
Dolly è il quattordicesimo singolo della cover band statunitense Me First and the Gimme Gimmes, pubblicato per la Fat Wreck Chords il 16 ottobre 2007.

## Descrizione
Questo singolo è composto di cover di Dolly Parton. Dolly è il primo singolo della serie Square Dance Series. È stato pubblicato in un totale di 3,043 copie (1,030 su vinile nero quadrato e 2,013 su vinile verde rotondo).

## Tracce
1. Jolene
2. I Will Always Love You

## Formazione
- Spike Slawson - voce
- Joey Cape - chitarra
- Chris Shiflett - chitarra
- Fat Mike - basso, voce
- Dave Raun - batteria